# Carl Frederik Ernst
Carl Frederik Sophus Ernst, C.F. Ernst, född 3 december 1852 i Köpenhamn, död 4 maj 1920 på Frederiksberg, var en dansk ingenjör.

## Biografi
Ernst blev student 1870 och började studera vid Polyteknisk Læreanstalt i Köpenhamn, men avbröt studierna efter ett år för att tjänstgöra vid byggandet av vattenverket i Frankfurt am Main. Då detta var avslutat fullbordade han sina studier vid Polytechnikum i Zürich 1876. Därefter arbetade han som ingenjör i Tyskland, med två år vid Internationale Bau- und Eisenbahnbaugesellschaft, vid flera större brobyggen, bland annat Obermainbrücke i Frankfurt am Main och Rhenbron i Basel, och därefter två år som avdelningsingenjör vid byggandet av järnvägen Kiel-Eckernförde-Flensburg. År 1880 återvände han till Danmark och fick anställning vid järnvägsföretaget Danske Statsbaner (DSB), där han snabbt fick en ledande position; som ingenjör 1880, "kommitteret" 1889 och baningenjör 1916.
Som ingenjör tjänstgjorde han bland annat vid byggandet av banorna Struer-Thisted, Herning-Skjern, Assens-Tommerup och ångfärjeförbindelserna över Oddesund, Stora Bält, Sallingsund och Masnedø-Orehoved, samt järnvägsbron över Masnedsund; som "kommitteret" ledde han bland annat byggandet av banorna Hobro-Løgstør, Slagelse-Næstved, Slagelse-Værslev, kustbanan Köpenhamn-Helsingør, ombyggnaden av bangården i Köpenhamn och ångfärjestationerna i Helsingør och Köpenhamn; projekteringen av Storstrømsbroen och en fast förbindelse över Lilla Bält. Dessutom tjänstgjorde han, särskilt i yngre år, som ingenjör vid ett mycket stort antal byggen av enskilda järnvägar och vid byggandet av järnvägsbroarna över Guldborgsund vid Nykøbing Falster och över Mariagerfjord vid Hadsund. Från 1891 var han censor i vägbyggnad vid Polyteknisk Læreanstalt.
År 1911 placerades en granitrelief skapad av Jens Lund, föreställande Ernst vid Københavns Hovedbanegård.